# Andrea Bertolacci
Andrea Bertolacci (11 de gener de 1991) és un futbolista italià que juga de centrecampista en el Genoa de la Serie A italiana.

## Trajectòria
Va començar a jugar i destacar en les categories inferiors de la Roma. El mes de gener del 2010 va ser cedit al Lecce, on debutarà a la Serie B de la lliga italiana. En el seu primer any en el Lecce, jugarà 6 partits.
La temporada següent, el Lecce puja de categoria i Bertolacci debutarà a la Serie A, concretament el 21 novembre de 2010, en el partit Lecce-UC Sampdoria (2-3). Un mes abans, però, el 27 d'octubre va marcar el seu primer gol com a professional desempatant el resultat del partit de la Copa italiana que el Lecce va jugar (i guanyar 3-2) contra l'AS Siena.
La temporada 2010/11 és novament cedit al Lecce. Jugarà 10 partits i marcarà 4 gols. Després de la temporada, el Lecce fa valer l'opció de comprar el jugador, però la Roma, fent servir l'opció de contra-oferta, es fa novament amb els drets de Bertolacci, tot i que és cedit per una temporada més al Lecce, per tal de jugar més regularment i guanyar més experiència. Així, la temporada 2011/12, en el Lecce, jugarà 23 partits i marcarà 3 gols.
El 16 de juliol de 2012 va renovar el seu contracte amb la Roma per cinc anys, en copropietat amb el Genoa, club on jugarà la temporada 2012/13.
Des del 2006 és un fix en les categories inferiors de la selecció italiana. Va debutar en una competició oficial, el 26 de març de 2008, en el partit Itàlia Àustria (1-1), de categoria sub-17. El 10 d'agost de 2011 debutarà amb la selecció sub-21, en el partit amistós Itàlia-Suïssa (1-1).